# ستانلي ابوراه
ستانلي ابوراه (23 يونيو 1987 بكوماسي في غانا - ) هو لاعب كرة قدم بلجيكي في مركز الوسط. شارك مع منتخب بلجيكا تحت 19 سنة لكرة القدم. أما مع النوادي، فقد لعب مع أياكس أمستردام ودين بوستش وفيتيسه آرنهم ونادي ترنتشين ونادي غيلينغهام ونادي فيرينتسفاروشي ونوتس كاونتي وفيربرودرينغ دندر إندرخت هكلغام ‏ وND Mura 05 ‏ وRoyal Cappellen F.C. ‏.

## وصلات خارجية
- ستانلي ابوراه على موقع الاتحاد الأوربي (الإنجليزية)
- ستانلي ابوراه على موقع قاعدة بيانات كرة القدم.إي يو (الإنجليزية)
- ستانلي ابوراه على موقع Soccerway.com (الإنجليزية)
- ستانلي ابوراه على موقع عالم كرة القدم.نت (الإنجليزية)